# Saxifraga chrysanthoides
Saxifraga chrysanthoides är en stenbräckeväxtart som beskrevs av Adolf Engler och Irmsch.. Saxifraga chrysanthoides ingår i Bräckesläktet som ingår i familjen stenbräckeväxter. Inga underarter finns listade i Catalogue of Life.